# GJB3
GJB3 (англ. Gap junction protein beta 3) – білок, який кодується однойменним геном, розташованим у людей на короткому плечі 1-ї хромосоми.  Довжина поліпептидного ланцюга білка становить 270 амінокислот, а молекулярна маса — 30 818.
| 10         |  | 20         |  | 30         |  | 40         |  | 50         |
| ---------- |  | ---------- |  | ---------- |  | ---------- |  | ---------- |
| MDWKTLQALL |  | SGVNKYSTAF |  | GRIWLSVVFV |  | FRVLVYVVAA |  | ERVWGDEQKD |
| FDCNTKQPGC |  | TNVCYDNYFP |  | ISNIRLWALQ |  | LIFVTCPSLL |  | VILHVAYREE |
| RERRHRQKHG |  | DQCAKLYDNA |  | GKKHGGLWWT |  | YLFSLIFKLI |  | IEFLFLYLLH |
| TLWHGFNMPR |  | LVQCANVAPC |  | PNIVDCYIAR |  | PTEKKIFTYF |  | MVGASAVCIV |
| LTICELCYLI |  | CHRVLRGLHK |  | DKPRGGCSPS |  | SSASRASTCR |  | CHHKLVEAGE |
| VDPDPGNNKL |  | QASAPNLTPI |  |            |  |            |  |            |

A: Аланін

C: Цистеїн

D: Аспарагінова кислота

E: Глутамінова кислота

F: Фенілаланін

G: Гліцин

H: Гістидин

I: Ізолейцин

K: Лізин

L: Лейцин

M: Метіонін

N: Аспарагін

P: Пролін

Q: Глутамін

R: Аргінін

S: Серин

T: Треонін

V: Валін

W: Триптофан

Задіяний у такому біологічному процесі як поліморфізм. 
Локалізований у клітинній мембрані, мембрані, клітинних контактах.